# Miguelanxo Prado
Miguelanxo Prado Plana (La Coruña, 1958) es un historietista y animador español.

## Biografía
Inicia su trayectoria en el fanzine Zero, junto a otros autores de su generación, como José María Beroy, Pascual Ferry, Antoni Garcés, Das Pastoras o Mike Ratera.
Al final ya del boom del cómic adulto, consigue publicar en las mejores revistas de la época, como Creepy, Comix Internacional,  1984, Zona 84, El Jueves, Cairo y Cimoc. De esa época son sus seriales "Fragmentos de la Enciclopedia Délfica", "Stratos", "Crónicas Incongruentes", "Quotidiania delirante" y "Tangencias".

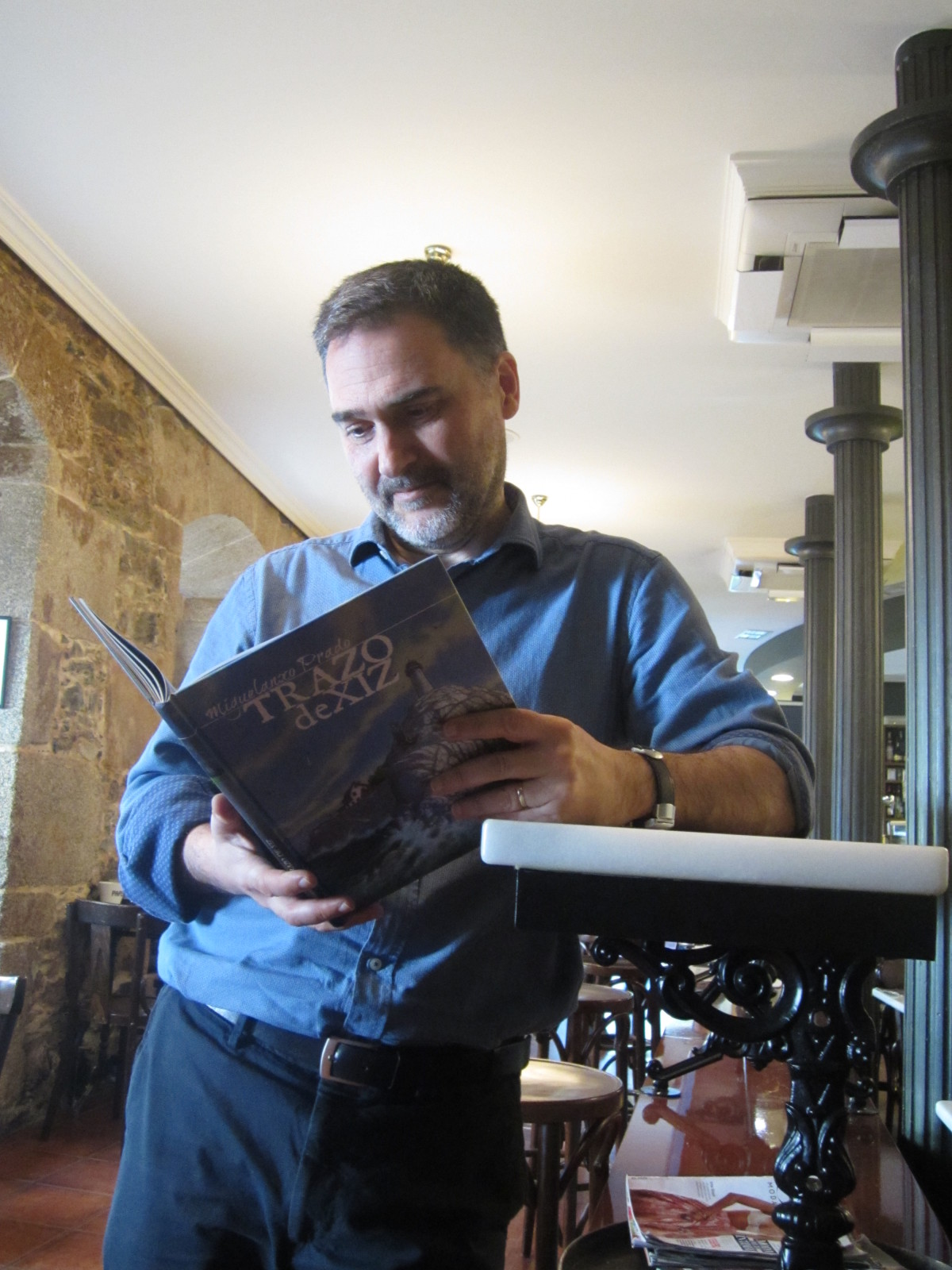
M. Prado con un ejemplar de Trazo de tiza, durante una entrevista en el 2012.

A partir de un héroe radiofónico, construye con Fernando Luna la serie de cómic dedicada a Manuel Montano, publicada por primera vez en 1988 en la revista "Cairo", con posterior recopilación en álbum, y por la que recibirían en 1991 el Premio Alph-Art al Mejor Álbum extranjero en el Festival Internacional de la Historieta de Angulema.
A principios de la década de los 90 su obra se hace más escasa, dedicándose al diseño de personajes animados en televisión, para la televisión de Galicia en el programa Xabarín Club y en Estados Unidos en la serie Men in Black , cuyo productor era Steven Spielberg. En 1995 ilustró ``Perigo Vexetal´´, obra infantil de Ramón Caride, que recibió el premio Merlín ese mismo año. Desde el año 1998 es director del salón del cómic Viñetas desde el Atlántico en la ciudad de La Coruña.
En 2005 vio publicada una adaptación del capítulo 64 de la segunda parte de El Quijote en la obra colectiva Lanza en astillero.
Durante cuatro años estuvo trabajando en su primer largometraje de animación De Profundis (2006). Realizado con pinturas al óleo a partir de más de 10 000 dibujos, es un homenaje al mar acompañado de la banda sonora de Nani García. El tema principal es interpretado por Ainhoa Arteta y Carmen Rey con la Orquesta Nacional de Galicia. Fue seleccionado para los premios Goya de 2007 en la categoría de animación.
Publicó en 2012 la novela gráfica Ardalén, una obra que indaga sobre los recuerdos y la memoria. Ganadora de los premios más importantes del sector, incluyendo el Nacional del Cómic.
En 2022, la Semana Negra de Gijón le dedica la exposición de cómic "En genero negro" donde presenta algunas láminas de su nuevo trabajo sin publicar

## Estilo
Jesús Cuadrado, por su parte, ha destacado su "catálogo tipológico" y lo ha situado, junto a Antoni Garcés, entre 

los francotiradores que en todo grupo desorganizado conviven en armonía: ambos aúnan en sus estilos esa doble continuidad de la defensa de la estética de la exteriorización de la puesta en escena, y la aventura como leitmotiv en la guionización.

## Obra

### Cómic
- Fragmentos de la Enciclopedia Délfica (1983-1984). Historias publicadas originalmente en la revisa 1984,[10] editado en álbum por Toutain Editor en 1985 y reeditado por Norma Editorial (1996) con diferente portada.
- Stratos (1984-1985). Publicadas inicialmente en la revista Zona84,[11] editado en álbum por Toutain Editor en 1987 y reeditado por Norma Editorial (1996) con diferente portada.
- Crónicas Incongruentes (1985-1986). Editado en álbum por Norma Editorial (1998) y reeditado en cartoné, por la misma editorial, en el 2003.
- Manuel Montano. (1.ª edición: 1988) (Norma Editorial) con guion de Fernando Luna. Tras su publicación seriada en la revista "Cairo", Norma Editorial publicó en 1989 el álbum Manuel Montano. El manantial de la noche como número 17 de su colección Los Álbumes del Cairo (variaron título y portada). Se ha reeditado numerosas veces, tanto en castellano como en otros idiomas.
- Páxinas crepusculares: Historias inducidas en gallego (Diputación Provincial de La Coruña) (1993).
- Quotidiania delirante (1988, 1990 y 1996) Editado en álbum por Norma Editorial (1997). Existe una primera edición publicada por El Jueves (Colección Pendones del Humor n.º 40. 1983) con diferente portada.
- Quotidianía Delirante 2 Norma Editorial (2000) Existe una primera edición publicada por El Jueves (Colección Pendones del Humor n.º 66. 1983) con diferente portada.
- Quotidianía Delirante Obra completa. Integral. Norma Editorial (2003).
- Tangencias (1987-1996) Editado en álbum por Norma Editorial (1995).
- Trazo de tiza (1993) (ISBN 84-7904-199-4) (Norma Editorial). Reedición en cartoné y con material adicional (2012) (Norma Editorial).
- Pedro y el lobo (1997) (ISBN 84-7904-489-6) (Norma Editorial).
- The Sandman. Noches eternas (colaboración con guion de Neil Gaiman) (2004) (ISBN 84-8431-912-1) (Norma Editorial).
- La Mansión de los Pampín (2005) (ISBN 84-96415-87-2) (Norma Editorial).
- Bello Horizonte (2006) (Norma Editorial). Edición apaisada.
- Los compañeros. La orden de la piedra. (2009) El Patito Editorial edición apaisada. Recopilación de las tiras de prensa publicadas en la La Voz de Galicia entre los años 1980 y 1981.
- Papeles dispersos (2009) (ISBN 978-84-9847-943-0) (Norma Editorial).
- Ardalén (2012) (ISBN 978-84-679-0998-2) (Norma Editorial).
- Papeles dispersos II (2015) (ISBN 978-84-679-1940-0) (Norma Editorial).
- Presas fáciles (2016) (ISBN 978-84-679-2360-5) (Norma Editorial).
- El pacto del Letargo (2020) (ISBN 978-84-679-4125-8) (Norma Editorial).
- Presas fáciles 2. Buitres (2024) (ISBN 9788467969405) (Norma Editorial).

### Ilustración
- Bala Perdida (1996) (ISBN 84-204-5699-3) (Alfaguara)

### Cine
- De profundis (2007).

## Galardones
A lo largo de su trayectoria profesional, Miguelanxo Prado ha recibido los siguientes premios y reconocimientos:
- Mejor libro del año en la Semana de la historieta de Madrid (1986)
- Premio Génie de la Convention de París (1988)
- Mejor obra del Salón del Cómic de Barcelona por Quotidianía delirante (1989)
- Premio Alph-Art del Salón de Angoulême por Manuel Montano (1991)
- Premio Alph-Art del Salón de Angoulême por Trazo de Tiza (1994)
- Mejor obra del Salón del Cómic de Barcelona por Trazo de tiza (1994)
- Nominación Premios Eisner en la categoría de Mejor Pintor (1995)
- Nominación Premios Harvey en la categoría de Mejor Obra Extranjera por Trazo de tiza (1995)
- Premio Max & Moritz al mejor cómic infantil y juvenil en alemán (1998)
- Premio Eisner a la mejor antología por Sandman: Noches eternas (2004)
- Mejor obra y mejor guion del Salón del Cómic de Barcelona por La mansión de los Pampín (2005)
- Gran Premio del Salón del Cómic de Barcelona (2007)
- Mejor obra del Salón del Cómic de Barcelona por Ardalén (2013)[12]
- Premio Nacional del Cómic (2013)
- Premio Paraugas de Mejor Libro Editado (2021) por O pacto do letargo.[13]